# Obrábění dřeva

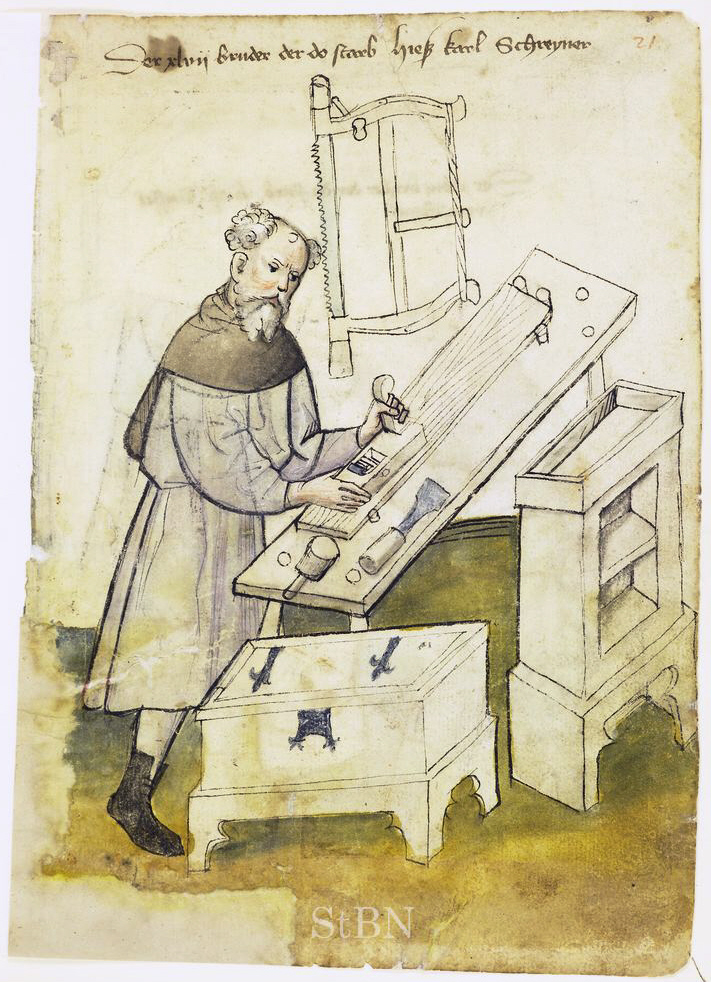
Truhlář při práci (kolem 1420)

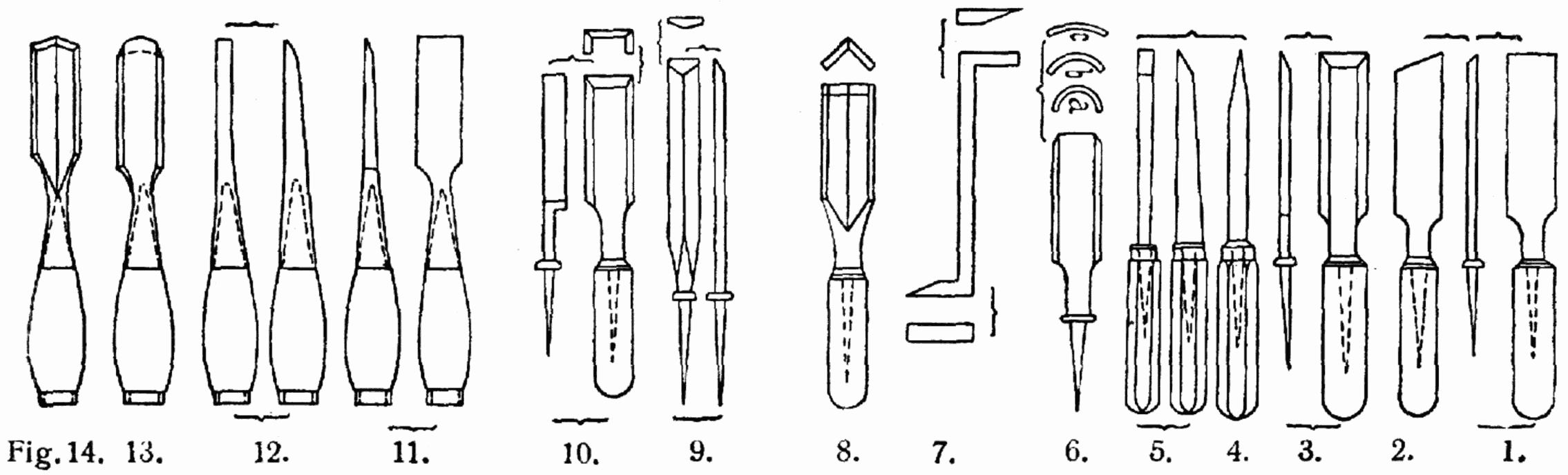
Dláta

Obrábění dřeva je výrobní postup, při němž se z polotovarů odebírá materiál, obvykle ve formě pilin a třísek. Velmi podobné technologie se používají i pro obrábění umělých hmot. Dělí se na obrábění ruční a strojní. Dřevoobráběcí stroje jsou pro obsluhu poměrně nebezpečné a úrazy časté.

## Ruční obrábění
- Ruční řezání
- Hoblování
- Vrtání
- Dlabání dláty
- Vyřezávání nožem a dláty
- Broušení

## Strojní obrábění
- Řezání
- Rovinné frézování - srovnávání a tlouštkování
- Vrtání a vykružování
- Dlabání
- Frézování čepů a rozporů, drážek, polodrážek, tvarových profilů, atd.
- Soustružení dřeva

## Stroje

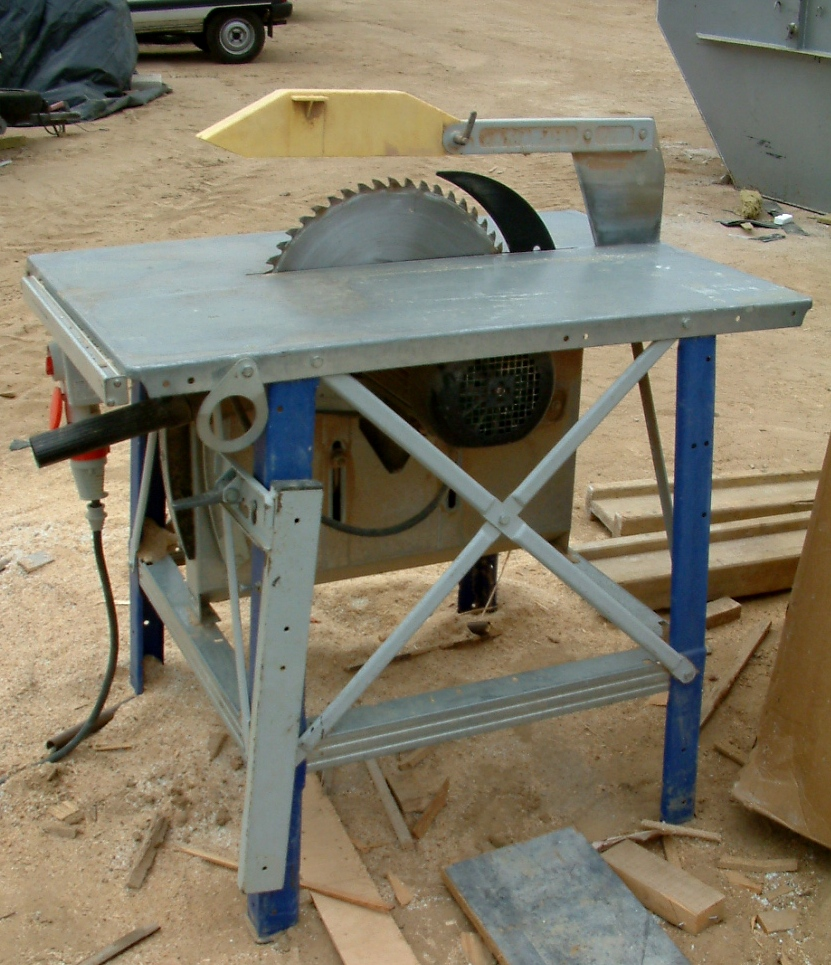
Okružní pila (cirkulárka)

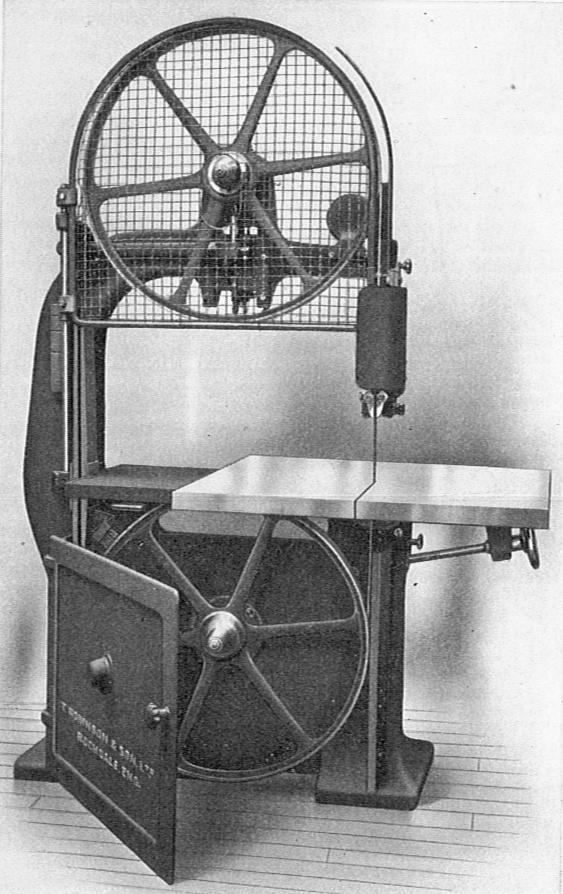
Pásová pila

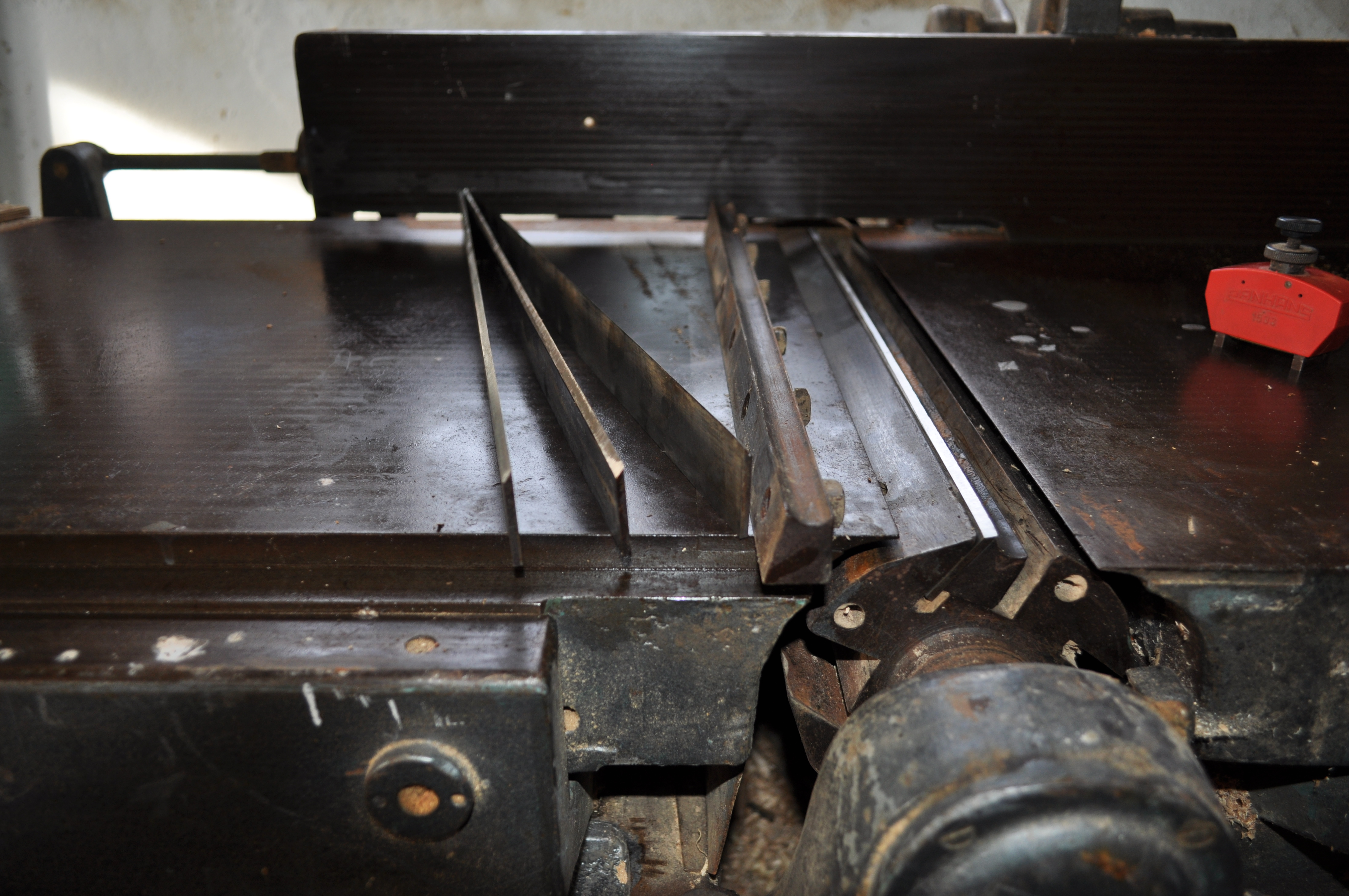
Čtyřnožový frézovací hřídel(vpravo), vyjmuté nože

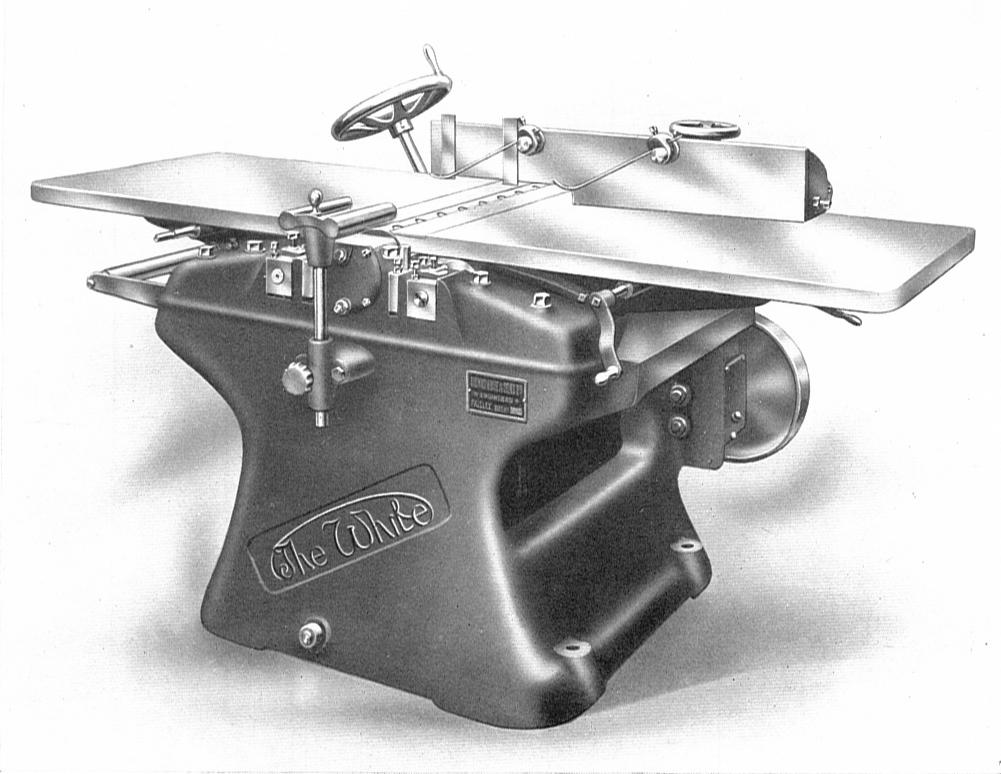
Kombinovaná srovnávačka a tloušťkovačka

- Kotoučová pila pro příčné i podélné dělení dřeva a podobných materiálů. Kotouč může být ve stole, na rameni nad stolem, anebo v ručním zařízení. Pro zpracování aglomerovaných materiálů byly vyvinuty tzv. dělicí pily s počítačovým řízením a mnohem vyšší kapacitou výroby.
- Pásová pila se skládá ze dvou oběžných pogumovaných kol (hnacího a napínacího), mezi nimiž obíhá pilový pás, a pracovního stolu. Má velmi malý prořez a je vhodná k ručnímu vyřezávání složitějších tvarů nebo k přípravě materiálu (rozmítání).
- Soustruh na dřevo je jednoduchý hrotový soustruh s ložem, vřeteníkem a koníkem. Soustružník drží dláto v ruce a opírá je o posuvnou opěrku.
- Srovnávací frézka (srovnávačka, hoblovka) je vodorovná frézka na obrábění rovinných ploch, zejména prken a trámů. Ve stole je napříč zapuštěn válec se dvěma až čtyřmi přímými noži o délce 200–600 mm. Otáčky válce 5000-6000 RPM, průměr cca 150 mm. Úběr třísky je definován výškovým rozdílem stolů, maximálně cca 3-10 mm v závislosti na stroji. Materiál může být ke stolu přitlačován pružnými přítisky, posun do záběru je ruční.
- Tlouštkovací frézka (protahovačka) rovněž slouží k obrábění rovinných ploch. Materiál se posouvá do záběru mechanicky drážkovanými válečky, které jej přitlačují k nastavitelné desce naproti hoblovacímu válci, takže obrobek má definovanou tloušťku. Maximální šířka obráběného materiálu může být 200–800 mm, výška cca 120-200 mm. Obrobek by před tlouštkováním měl být nejdříve srovnán na srovnávačce. Funkce srovnávačky a protahovačky může být kombinována v jednom stroji.
- Svislá spodní frézka je stroj se svislým vřetenem ve stole, do něhož se dají upnout rozličné nástroje - drážkovací a polodrážkovací frézy, čepovací frézy, rádiusové frézy, atd. Obrobek může být veden podle pravítka, kterým je stroj vybaven, nebo podle vodicího kroužku pod samotným nástrojem.
- Dlabačka speciální druh vrtačky s vyššími otáčkami, která slouží k dlabání podlouhlých děr pomocí speciálních dlabacích vrtáků (dlabů). Existují také řetězové dlabačky, kde nástrojem je řetěz podobný jako v řetězové pile.
- Bruska na dřevo pracuje se smirkovým plátnem a slouží k jemnému broušení rovinných povrchů. Užívají se brusky čelní (kotoučové) a pásové.
- CNC obráběcí centra jsou moderní obráběcí stroje, které kombinují více operací na jednom místě, od jednoduchého vrtání z více stran až po kompletní obrobení i velmi složitých tvarů.

- V praxi platí všeobecně známé pravidlo: Čím je dřevo měkčí, tím ostřejší nože musí srovnávačka nebo protahovačka mít. Tvrdé dřevo klade odpor, a tak i tupějšími noži dosáhneme dosti hladkého povrchu. Měkké dřevo má ale povrch potrhaný a "chlupatý".